# Aeroportul Atmautluak
Aeroportul Atmautluak (IATA: ATT, FAA LID: 4A2) este un aeroport din Alaska, Statele Unite ale Americii ce deservește zona Atmautluak⁠(d). Aeroportul a fost tranzitat în 2019 de 6.722 de pasageri. A fost numit după zona deservită.
Situat la o altitudine de 5 m, aeroportul dispune de 1 pistă.

## Infrastructură

### Piste
Aeroportul dispune de o singură pistă. Pista 15/33 are suprafața de pietriș și dimensiunile 3.000 picioare × 75 picioare. 